# Axel Ståhle (1894–1973)
Axel Theodor Fredrik Ståhle, född den 18 april 1894 i Malmö, död den 8 februari 1973 i Kristianstad, var en svensk militär.
Ståhle avlade studentexamen i Ystad 1912 och officersexamen vid Karlberg 1914. Han blev underlöjtnant vid Wendes artilleriregemente samma år och löjtnant där 1918. Ståhle genomgick Artilleri- och ingenjörhögskolan 1916–1917 och Krigshögskolan 1921–1923. Han var aspirant vid generalstaben 1924–1927, batterichef 1927–1933, regementskvartermästare 1933–1934 och chef för Artilleriets officersaspirantskola 1934–1937. Ståhle blev kapten vid sitt regemente 1929, major vid Göta artilleriregemente 1937 och överstelöjtnant  vid Bodens artilleriregemente 1941. Han befordrades till överste 1945 och var befälhavare i Kristianstads försvarsområde 1945–1954. Ståhle blev riddare av Svärdsorden 1935 och kommendör av samma orden 1950. Han vilar på Sankt Pauli norra kyrkogård i Malmö.